# 스말라호베

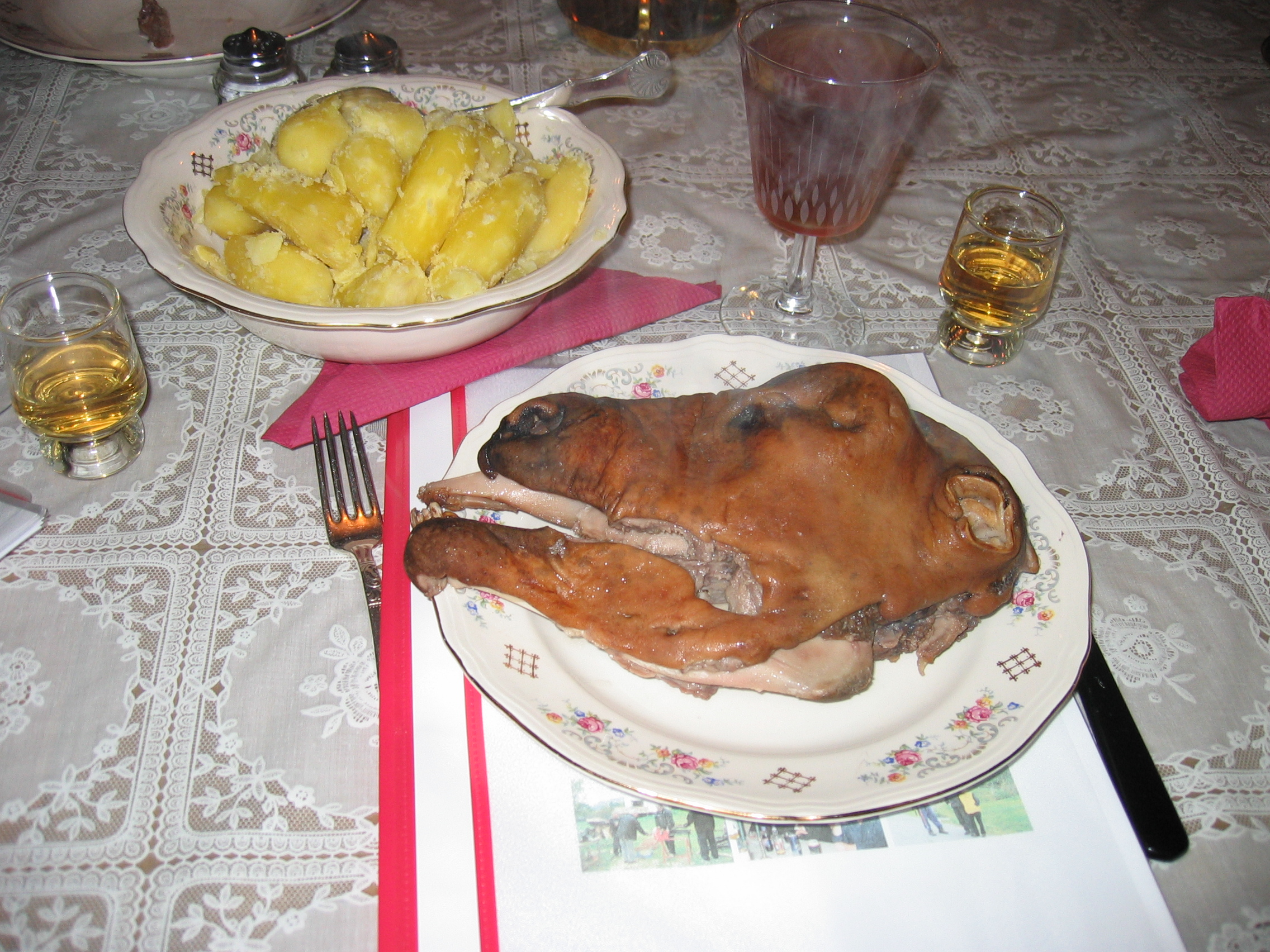
스말라호베

스말라호베(노르웨이어: Smalahove, 뉘노르스크: Smalehovud)는 노르웨이 서부의 요리이다. 일종의 양머리 요리로, 보통 크리스마스 전에 먹는다.

## 같이 보기
- 하시